# Saint-Aubin-d'Arquenay

Saint-Aubin-d'Arquenay este o comună în departamentul Calvados, Franța. În 1 ianuarie 2022 avea o populație de 1.119 de locuitori.